# Monte Grappa
Monte Grappa este un munte cu o altitudine de 1742 m (sau 1775 m), unul dintre cei mai înalți munți din Alpii vicențini. Este o prelungire a masivului muntos între râurile Brenta și Piave. În partea de sud a muntelui se află orașul Bassano del Grappa de unde se poate ajunge pe vârf pe o șosea cu o lungime de 30 km. În 1930 a fost construit un monument, Ossarium, ridicat în memoria celor căzuți în Primul Război Mondial. În această zonă, precum și în regiunea munților înconjurători au căzut în bătălia de la Piave 12.615 soldați italieni și 10.295 de soldați austrieci. 
Platoul este adecvat pentru amatorii zborului planat (denumit Panettonea).